# Leda inginocchiata con i figli
Leda inginocciata con i figli è un dipinto di Giampietrino, allievo di Leonardo da Vinci. Si trova nella Gemäldegalerie Alte Meister a Kassel.

## Storia
Il dipinto fu acquisto da langravio Guglielmo VIII d'Assia-Kassel nel 1756 in un'asta a Parigi. Al tempo fu interpretato come una Carità di Leonardo da Vinci, perché le uova e il bambino in basso a destra erano coperti. Nella Guerra di Coalizione (1792 - 1815) Guglielmo I, Principe Elettore d'Assia nascose il quadro nella Sababurg per salvarlo dalla Grande Armata. Il nascondiglio fu tradito e il generale Joseph Lagrange confiscò il quadro come preda bellica. Non arrivò mai alla sua destinazione, il Castello di Malmaison, sede della Imperatrice Giuseppina di Beauharnais. Invece andò smarito nei confusioni della guerra e tornò alla luce in una collezione privata a Parigi in 1821. Il commerciante Dominik Artaria offrì il dipinto a Guglielmo I che rigorosamente rifiutò di ricomprare opere rubate dalla sua collezione. Con la mediazione del pittore e commerciante belga Pierre Joseph Lafontaine la Leda entrò nella collezione di Guglielmo II dei Paesi Bassi a l'Aia. Dopo la sua morte andò nel possesso di suo fratello Principe Federico di Orange-Nassau e 1883 alla casa Nassau-Weilburg a Neuwied. Per 150.000 Reichsmark fu acquistato da Gauleiter Erich Koch e regalato il 12 gennaio 1940 a Hermann Göring che aggiunge la Leda alla sua ricca collezione d'arte di nudi del Gotico e Rinascimento a Carinhall. Ordinò il suo trasporto al Salzbergwerk Altausee nella Stiria in 1943.
Dopo la fine della Seconda Guerra Mondiale fu portato al Central Collecting Point a Monaco di Baviera. In 1962 il land Assia ricomprò il quadro.

## Descrizione e stile
Il motivo trae origine da diversi studi di Leonardo da Vinci per un suo dipinto perduto che si trovano oggi a Windsor Castle, al Museo Boijmans Van Beuningen in Rotterdam e a Chatsworth House.
La bella principessa Leda viene sedotta da Giove trasformato in cigno. Nella stessa notte giace anche con suo marito Tindaro, re di Sparta. Il risultato di questi unioni erano due gemelli, la bella Elena e l'immortale Polluce come figli di Giove, Clitennestra e il mortale Castore come discendenti di Tindaro. Giampietrino omette il cigno in questo quadro. Solo i gusci d'uovo rivelano la relazione divina.
Analisi con la riflettografia infrarossa hanno fatto visibili due disegni preparatori: un disegno della Leda inginocchiata con i figli, che corrisponde al dipinto eseguito, e un secondo disegno applicato con lo spolvero, che è identico con la Sant' Anna, la Vergine e il Bambino con l'agnello di Leonardo al Louvre. Conferma l'esistenza di un cartone preparatorio di Leonardo per la Sant' Anna. Se esisteva anche un cartone di Leonardo per la Leda è ancora incerto. Viene discusso una possibile influenza statuaria della Leda della Venere accovaciata del Doidalsa.
Mentre il gruppo centrale della Leda e i figli fu dipinto da Giampietrino in 1515/20, il paesaggio nordico e la vegetazione sono opera di Cesare Bernazzano, paesaggista che collaborava anche con altri allievi di Leonardo.
Johann Wolfgang von Goethe ammirò il quadro in 1779, 1783, 1792 e 1801 considerandolo un'opera originale di Leonardo da Vinci.